# Diócesis de Salona (latina)
El obispado latino de Salona fue una diócesis católica con sede en Ámfisa (Salona medieval), en Grecia Central, durante el período de dominio franco tras la cuarta cruzada. La sede fue suprimida tras la conquista de la región por los turcos otomanos en 1410, pero la Iglesia católica la conserva como sede titular. Ha permanecido vacante desde 1964.
La sede aparece atestiguada por primera vez en el Provinciale Romanum, una lista de las sedes subordinadas a la Sede de Roma que data de 1228. Menciona a Salona como una de las ocho sedes sufragáneas de la arquidiócesis latina de Atenas. La ausencia de Salona como sede en Notitiae Episcopatuum anteriores del Patriarcado ortodoxo de Constantinopla ha llevado a que el Obispado de Salona se considere generalmente una nueva fundación. Sin embargo, Raymond-Joseph Loenertz sugirió que en realidad fue un reemplazo del obispado ortodoxo griego en la cercana Loidoriki, y es reemplazado por Kenneth Setton.

## Obispos residenciales
| Nombre           | Periodo                     | Notas                                     |
| ---------------- | --------------------------- | ----------------------------------------- |
| Felipe, O. Carm. | 1332 – 26 de agosto de 1342 | sucedió en el arzobispado latino de Tebas |
| Alberto          | 1373–1390                   | [ 4 ]                                     |

## Obispos titulares
The known titular bishops of Salona were:
| Nombre                                      | Periodo                                            | Notas                                   |
| ------------------------------------------- | -------------------------------------------------- | --------------------------------------- |
| Gerardo, O.F.M.                             | 25 de febrero de 1429 – 8 de enero de 1456         | fallecido en el cargo                   |
| Sigismund Pirchan von Rosenberg, O.Cist.    | 1441 – 15 de junio de 1472                         | fallecido en el cargo                   |
| Albert Schönhofer                           | 17 de mayo de 1473 – 7 de julio de 1493            | fallecido en el cargo                   |
| Ulrich Pramberger, O.F.M                    | 29 de marzo de 1484 – 22 de diciembre de 1494      | fallecido en el cargo                   |
| Fernando del Barco, O.Carm.                 | 6 de febrero de 1521 – 1548                        | fallecido en el cargo                   |
| Augustin Mair, C.R.S.A.                     | 8 de junio de 1523 – 25 de noviembre de 1543       | fallecido en el cargo                   |
| Pedro Ruiz de la Camera, O.P.               | 4 de junio de 1554 – 15 de diciembre de 1564       | fallecido en el cargo                   |
| Anton Resch, O.P.                           | 17 de marzo de 1567 – 23 de enero de 1583          | fallecido en el cargo                   |
| Diego de la Calzada                         | 17 de febrero de 1578 – ?                          |                                         |
| Sebastian Bollinger                         | 16 de julio de 1584 – 8 de julio de 1590           | fallecido en el cargo                   |
| Cesare Fedele                               | 13 de agosto de 1607 – 27 de diciembre de 1620     | fallecido en el cargo                   |
| Etienne de Brito (Stephanus de Brito), S.J. | 11 de enero de 1621 – 1624                         | sucedió en el arzobispado de Cranganore |
| Giovanni Pietro Volpi                       | 23 de mayo de 1622 – 10 de marzo de 1629           | sucedió en el obispado de Novara        |
| Giuliano Viviani                            | 19 de noviembre de 1629 – 2 de mayo de 1639        | sucedió en el obispado de Isola         |
| Jonas Jeronimas Krišpinas                   | 30 de agosto de 1694 – 19 de septiembre de 1695    | sucedió en el obispado de Samogitia     |
| Anton Johann Zerr                           | 23 de noviembre de 1925 – 15 de diciembre de 1932  | fallecido en el cargo                   |
| Frantisek Zapletal                          | 20 de enero de 1933 – 20 de agosto de 1935         | fallecido en el cargo                   |
| Leone Giacomo Ossola, O.F.M.Cap.            | 22 de septiembre de 1937 – 9 de septiembre de 1945 | sucedió en el obispado de Novara        |
| Thomas Lawrence Noa                         | 22 de febrero de 1946 – 10 de agosto de 1947       | sucedió en el obispado de Marquette     |
| Alain-Sébastien Le Breton, S.M.M            | 15 de marzo de 1957 – 16 de diciembre de 1964      | fallecido en el cargo                   |